# Pico del carbón

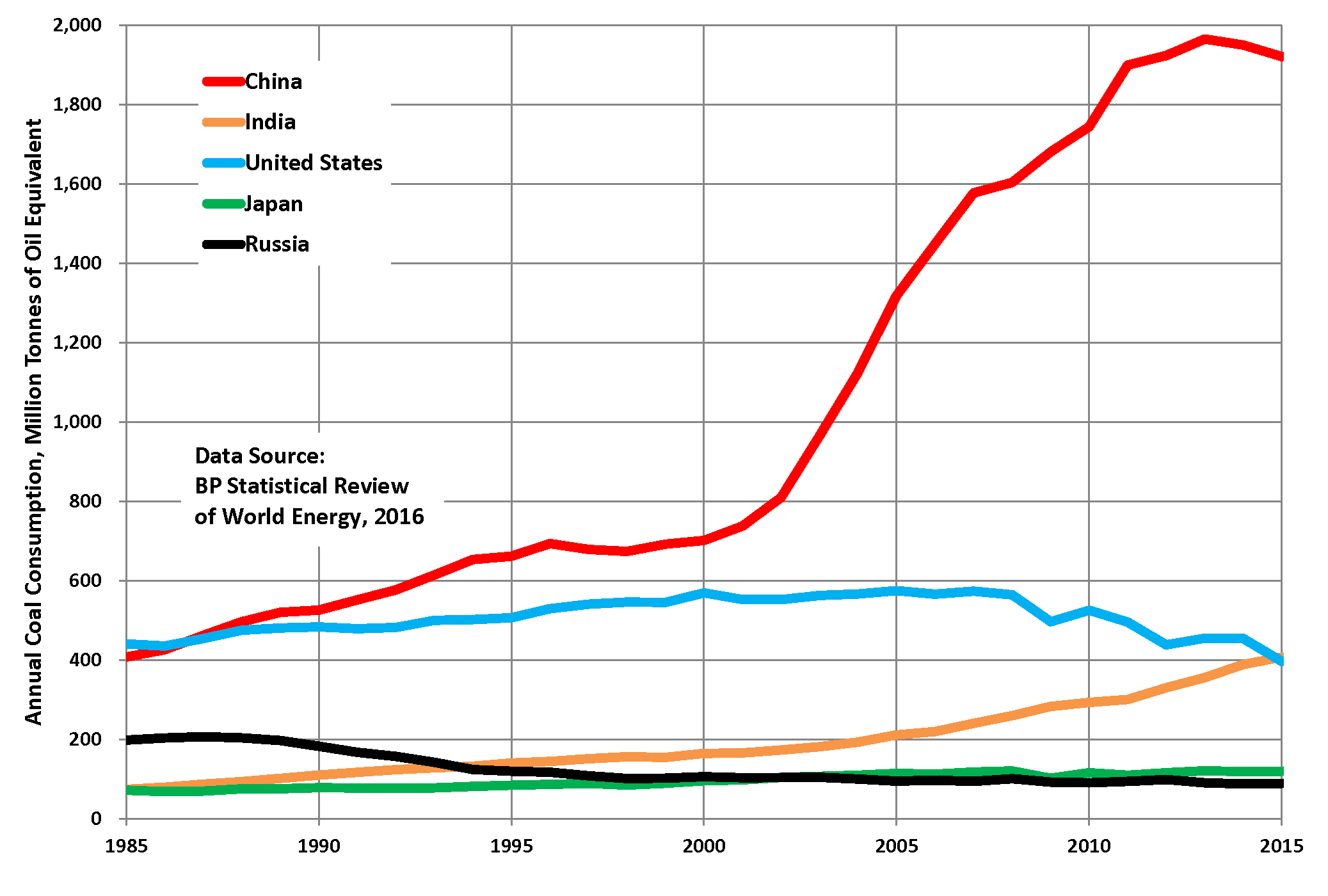
El consumo del carbón por las grandes potencias desde 1985 en adelante.

Pico del carbón es el momento en el que se alcanza la máxima tasa de producción mundial de carbón, después de lo cual, de acuerdo con la teoría, la tasa de producción entrará en un declive irreversible.
2022 marcó un nuevo hito en la producción y consumo mundiales de carbón, excediendo los 8 millardos de toneladas por primera vez, merced a los fuertes incrementos de consumo en Europa, la India, y China, y pese a las reducciones de consumo de carbón en los EE. UU.  En 2024 se consumió más de 8.9 millardos de toneladas, y la IEA anticipó crecimientos en los años subsiguientes.  Por ejemplo, Turquía consume más que Europa.

## Origen del concepto
El carbón es un combustible fósil formado a partir de materia vegetal a lo largo de millones de años. Se trata de un recurso finito y por ello se considera una fuente de energía no renovable. El pico de reservas de carbón (inflexión con descubrimientos menores que consumo) es de 1980. y las reservas cayeron casi un 50% hasta 2005 (con el principal país por reservas, EE. UU.. teniendo su pico de kWh del carbón en 1994).
El concepto del pico de carbón se desprende de la teoría del pico de Hubbert elaborada por M. King Hubbert, que es más comúnmente asociada con el pico del petróleo. El análisis de Hubbert mostró que a cada pozo de petróleo, región y nación le corresponde una curva de agotamiento del recurso. Sin embargo, este problema fue planteado originalmente por William Stanley Jevons en su libro La cuestión del carbón ya en 1865.
Hubbert notó que la producción de carbón de Estados Unidos creció logarítmicamente a una velocidad constante del 6,6% anual desde 1850 hasta 1910. A continuación, el crecimiento se niveló. Llegó a la conclusión de que ningún recurso finito puede sostener un crecimiento exponencial. En algún momento, la tasa de producción llegará al máximo y luego disminuirá hasta que los recursos se agoten. Teorizó que trazar la curva de tiempo de la tasa de producción mostraría una curva en forma de campana, con una disminución tan rápida como su aumento. Hubbert utilizó su observación de la producción de carbón de EE. UU. para predecir el comportamiento del petróleo.
Las estimaciones de la producción mundial del pico de carbón varían ampliamente. Muchas asociaciones de carbón sugieren que el pico podría ocurrir en 200 años o más, mientras que las estimaciones científicas predecían el pico en 2010. La investigación realizada en 2009 por la Universidad de Newcastle en Australia concluyó que la producción mundial de carbón puede alcanzar un máximo en algún momento entre 2010 y 2048. Los datos de las reservas mundiales de carbón son de baja calidad y a menudo sesgados al alza. En general las proyecciones colectivas predicen que el pico de la producción mundial de carbón se puede producir en algún momento en torno a 2025, 30% más que la producción en 2008 en el mejor de los casos, en función de las tasas futuras de producción de carbón.

## Pico mundial del carbón
Las proyecciones de M. King Hubbert de 1956 para la producción mundial de carbón ubican el pico mundial de carbón en 2150.
El informe Carbón: Recursos y producción futura, publicado el 5 de abril de 2007 por el Grupo de Energy Watch (EWG (o Grupo para la Vigilancia de la Energía) encontró que la producción mundial de carbón puede alcanzar un máximo en tan solo 15 años a partir de 2007. Richard Heinberg observa también que la fecha del pico de extracción anual de energía a partir del carbón probablemente ocurrirá antes de la fecha del pico en cantidad de carbón extraída (toneladas por año) porque los tipos de carbón de más alto contenido energético se han extraído en mayor cantidad.
En The Future of Coal ("El futuro del carbón) por B. Kavalov y S. D. Peteves del Instituto para la Energía (IFE), preparado para la Comisión Europea de Investigación Conjunta, llega a una conclusión similar y declara que "el carbón podría no ser tan abundante, ampliamente disponible y fiable como fuente de energía en el futuro". Kavalov y Peteves no intentaron estimar el pico de producción.
La Energy Information Administration (Administración de información de energía) de Estados Unidos proyecta que la producción mundial se incrementará hasta 2030.

## Pico por naciones
En 2005, los mayores países productores de carbón fueron China (44% de la producción mundial), Estados Unidos (20%), India (8%), y Australia (7%). Cada uno de estos cuatro grandes productores han experimentado incrementos significativos en la producción de carbón por toneladas hasta 2005. Por energía, India y Estados Unidos tienen su producción de carbón en declive.
Por países se tiene Inglaterra en 1928, Europa entera, Estados Unidos por kWh extraídos del carbón (por energía extraída, por toneladas movidas siguió creciendo hasta los 2000-2010) en 1994, India.
Excluyendo a China y Rusia, el mundo ya sobrepasó su pico mundial de carbón. Y China ya cruzó su pico de antracita, siendo la producción rusa aprox. el 10% de la China.

### Estados Unidos
Estados Unidos, con las mayores reservas de carbón del mundo.
La producción de carbón alcanzó su punto máximo en el año 1900, luego disminuyó considerablemente durante los años de depresión de la década de 1930. La producción de carbón alcanzó otro pico en la década de 1940 y luego disminuyó durante la década de 1950. Luego la producción de carbón revivió, y el aumento ha sido una tendencia casi constante desde 1962, superando los picos anteriores. La producción en 2006 fue un récord de 1.16 mil millones de toneladas. El carbón antracita de alto grado tuvo su pico en 1914; y declinó de 44 millones de toneladas en 1950 a 1.6 millones de toneladas en 2007. La producción de carbón bituminoso también ha declinado desde 1990. Se considera que esto se debe al incremento de la producción de carbón sub-vituminoso. Análisis detallado de las tendencias históricas en la producción de carbón de EE. UU. Las estimaciones de reservas, junto con una perspectiva de futuro posible han sido recientemente publicadas en revistas científicas de geología del carbón.
En 1956, Hubbert estimó que la producción de carbón de Estados Unidos tendría un pico en 2150. En 2004, Gregson Vaux utilizó el modelo de Hubbert para predecir el pico de la producción de carbón en 2032.
La producción de carbón en los Estados Unidos, el segundo mayor productor del mundo (2007), ha sido objeto de múltiples picos y descensos, pero el máximo total de producción de energía del carbón se alcanzó en 1998, representando 598 millones de toneladas equivalentes de petróleo (Mtep). Para el año 2005 esta había caído a 576 Mtep, un 4% menor.

### Rusia
Rusia, con las segundas mayores reservas de carbón del mundo, siendo el tercer mayor exportador (con el 15% de las exportaciones mundiales).
Rusia todavía cuenta con reservas de carbón abundantes, mayormente de baja calidad.
Según CEIC la producción cayó recientemente, posiblemente por problemas con la crisis sanitaria.

### Australia
Australia, con las terceras mayores reservas de carbón del mundo, y es el mayor exportador mundial.
Australia tiene importantes recursos de carbón, sobre todo lignito, que es responsable de casi el 40% de las exportaciones mundiales de carbón, y gran parte de la electricidad del país se genera a partir de central de carbón. Existen planes provisionales para la conversión muy lenta de la generación de electricidad del carbón a producir energía a partir de gas, aunque estos planes todavía son un tema de mucho debate en la política australiana.
Los planes a largo plazo de carbón en Australia incluyen la exportación a gran escala de carbón marrón a las grandes naciones en desarrollo como China e India a precios muy baratos. Otros grupos, como Australian Greens, sugieren que el carbón debe quedarse en el suelo para evitar la combustión en Australia o los potenciales países exportadores.
La investigación de 2009 por la Universidad de Newcastle en Australia llegó a la conclusión de que la producción de carbón de Australia pueden alcanzar un máximo en algún momento después de 2050. Si bien la Asociación Australiana del Carbón (ACA) estima que los recursos identificados de carbón negro en Australia podrían durar más de 200 años según la tasa de producción en 2007, no tienen en cuenta las reservas de carbón marrón.
La producción de carbón de Australia esta en un leve declive desde 2014 con 505.270 ton según las estadísticas de CEIC.

#### Nueva Gales del Sur
De acuerdo a los cálculos del Centro de la comunidad Hunter para el medio ambiente en Newcastle, el estado australiano de Nueva Gales del Sur sus reservas de 10.600 millones de toneladas de carbón se agotarán para 2042, debido al crecimiento de la industria y la tasa de producción de cerca de 3.2% anual.

### República Popular China
China, con las cuartas mayores reservas de carbón del mundo.
La República Popular China es el mayor extractor de carbón del mundo y tenía en 2007 la tercera reserva más grande después de Rusia y los Estados Unidos (superado en reservas por Australia, al descender las Chinas rápidamente). El Energy Watch Group predice que las reservas de China alcanzarán su punto máximo alrededor de 2015.El Grupo de Trabajo también predice que el reciente aumento brusco en la producción será seguido por un fuerte descenso a partir de 2020. La EIA proyecta que la producción de carbón de China seguirá aumentando hasta el año 2030.
China ya superó su pico de producción de antracita, lo que le obliga a mover más toneladas para conservar la cantidad de energía extraída.
De los 10 grandes productores de carbón, China es el único con conserva una tendencia alcista de la producción de carbón, aunque su pico histórico fue en 2013 por causas económicas, y con un precio disparado del carbón desde 2021, pasando los 170$/ton el récord histórico.

### India
Rusia, con las quintas mayores reservas de carbón del mundo.
India ya tiene su producción de energía a partir de carbón en declive.

### S. África
Con reservas estimadas en 35.000 millones de toneladas, es el quinto exportador mundial de carbón (por detrás de Rusia y Estados Unidos).
El pico de carbón de S. África fue en 2014 con 261.399 ton.

### Indonesia
Con reservas estimadas de casi 25.000 mill. de toneladas, el 2% mundial, es el segundo exportador mundial de carbón.
El pico de carbón de Indonesia fue en 2019, con  una meseta que comenzó en 2013, de acuerdo al gobierno de Indonesia, con 474 mill. de toneladas, para volver a subir en 2017 hasta 2019. Ahora en 2021 extrae 562.000 ton.

### Colombia
Con reservas estimadas de casi 17.000 mill. de toneladas, es el sexto exportador mundial de carbón.
La producción de carbón de Colombia está en una meseta desde 2011 con pico en 2017 en 90.512 ton extraídas. Como explicación parcial, los precios mundiales del carbón estuvieron en caída desde 2012 hasta 2016 en que recuperaron los precios máximos de 2010, aunque seguían a precios históricamente altos para antes de 2005, incluso en los precios mínimos de 2015 eran superiores a los de antes de 2003.

### Kazakstán
Kazakstán es el 8.º productor mundial de carbón. 
El pico de producción de Kazakstán fue en 1988 con 143.100 ton, siendo un pico secundario reciente en 2012 con 120.517 ton

### Reino Unido
La producción de carbón en Gran Bretaña alcanzó su punto máximo en 1913 en 287 millones de toneladas y ahora representa menos del uno por ciento de la producción mundial de carbón. En 2007 la producción fue de alrededor de 15 millones de toneladas. En 2015 cerró la última mina de carbón de esta nación.

### Canadá
De acuerdo con el Grupo de vigilancia de la Tierra, la producción de carbón en  Canadá alcanzó su pico en 1997.
Canadá es el séptimo mayor exportador de carbón del mundo.

### Alemania
Alemania todavía es el 9.º mayor productor mundial de carbón.
Alemania llegó al pico de producción de hulla en 1958 con 150 millones de toneladas. En 2005 la producción de hulla fue de alrededor de 25 millones de toneladas.
La producción total de carbón alcanzó su punto máximo en 1985 con 578 millones de toneladas, se redujo drásticamente en la década de 1990 tras la reunificación alemana, y ha sido casi constante desde 1999. La producción total de carbón en 2005 fue de 229 millones de toneladas, 4% de la producción mundial total.

### Polonia
Décimo mayor productor mundial de carbón, y el décimo mayor exportador (el 0,6% mundial; con una producción casi doble que el 9.º mayor exportador, Mongolia). Polonia tuvo su máxima producción de carbón en 2012, aunque puede haber sido por una concatenación de factores económicos y por legislaciones ambientales.